# Jochen Molling
Jochen Molling (* 9. August 1973 in West-Berlin) ist ein ehemaliger deutscher Eishockeyspieler, der zuletzt bei den Dresdner Eislöwen als Cheftrainer unter Vertrag stand.

## Spielerkarriere
Der 1,86 m große Verteidiger begann seine Karriere in der Jugend des BSC Preussen. Seine ersten Profieinsätze absolvierte der Linksschütze in der Bundesligasaison 1991/92 für den BSC Preussen, für deren ausgegliederte Profimannschaft, die Preussen Devils, er auch nach Gründung der neuen deutschen Eishockeyliga DEL 1994 auf dem Eis stand.
1998 wechselte Molling zu den Kassel Huskies, weitere DEL-Stationen waren die Hamburg Freezers, die Schwenninger Wild Wings und die Adler Mannheim. Zur Saison 2005/06 unterschrieb der Abwehrspieler einen Vertrag beim Zweitligisten SC Bietigheim-Bissingen, kehrte aber 2007 noch einmal in die höchste deutsche Profiliga zurück, wo er für die Augsburger Panther spielte. Zur Saison 2008/09 erhielt Molling einen Vertrag beim EHC Freiburg und spielte dort bis Ende Saison 2009.
Mit Beginn der Eishockeysaison 2009/2010 unterschrieb Molling noch einmal in Berlin und heuerte bei den ECC Preussen Juniors Berlin an, wo er gleichzeitig für die erste Mannschaft in der Regionalliga Nord spielte, aber auch für die Jugendmannschaften als Trainer und Betreuer agierte.
2011 beendete er seine Karriere als Spieler, blieb dem Verein jedoch als Trainer treu.
Ab 2013 arbeitete er in Rosenheim als hauptamtlicher Nachwuchstrainer und war ab 2015 an der Seite von Sven Felski für die U17-Nationalmannschaft verantwortlich. Zur Saison 2016/17 wurde er von den Hamburg Freezers als Nachwuchsleiter verpflichtet. Da die Freezers jedoch keine neue DEL-Lizenz beantragten, wechselte Molling im Juni 2016 zu den Dresdner Eislöwen respektive ESC Dresden als Cheftrainer der DNL-Mannschaft der Dresdner Eislöwen Juniors sowie als Co-Trainer der Eislöwen-Profis.
Im April 2018 wurde Molling bei den Eislöwen ins Cheftraineramt der Profimannschaft (DEL2) befördert. Nach nur 3 Siegen aus 12 Spielen wurde er im Oktober 2018 entlassen.

### International
Für die deutsche Eishockeynationalmannschaft absolvierte Jochen Molling die Weltmeisterschaften 1997, 1998, 1999, 2000, 2001, 2002, 2003 und 2004.

## Erfolge und Auszeichnungen
- 2004 Teilnahme am DEL All-Star Game

## Karrierestatistik

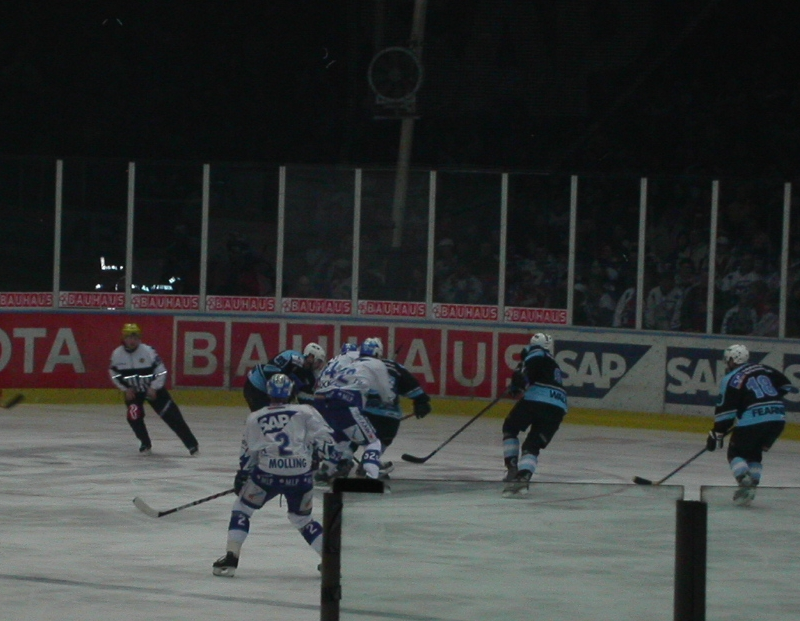
Jochen Molling, Nr. 2, im Trikot der Adler Mannheim in einem Spiel gegen die Hamburg Freezers

(Legende zur Spielerstatistik: Sp oder GP = absolvierte Spiele; T oder G = erzielte Tore; V oder A = erzielte Assists; Pkt oder Pts = erzielte Scorerpunkte; SM oder PIM = erhaltene Strafminuten; +/− = Plus/Minus-Bilanz; PP = erzielte Überzahltore; SH = erzielte Unterzahltore; GW = erzielte Siegtore; 1 Play-downs/Relegation; Kursiv: Statistik nicht vollständig)